# Милфорд (округ Декејтур, Индијана)
Милфорд (енгл. Milford, Decatur County) град је у америчкој савезној држави Индијана.

## Демографија
По попису из 2000. године број становника је 121.
| Група             | 2000.        | 2010.    |
| Белци             | 121 (100,0%) | 0 (0,0%) |
| Афроамериканци    | 0 (0,0%)     | 0 (0,0%) |
| Азијати           | 0 (0,0%)     | 0 (0,0%) |
| Хиспаноамериканци | 0 (0,0%)     | 0 (0,0%) |
| Укупно            | 121          | 0        |